# Mateo Rufino Alonso
Mateo Alonso (Buenos Aires, 1878-1955), perteneció a la generación de escultores precursores argentinos. Utilizó materiales considerados insólitos en su época como terracota y yeso. Su obra más famosa es el histórico monumento del Cristo Redentor de los Andes, que sellara la paz entre la Argentina y Chile.
Hijo de un escultor y pintor, viajó a Barcelona para perfeccionar estudios artísticos en 1893 en el Instituto de Bellas Artes de La Lonja con Venancio Vallmitjana. En la exposición en el Salón Castillo, en la Calle Florida de 1902 se lo valoró como el más importante valor escultórico del país, en especial por utilizar materiales considerados insólitos en su época como el yeso y la terracota.

## ElCristo Redentor

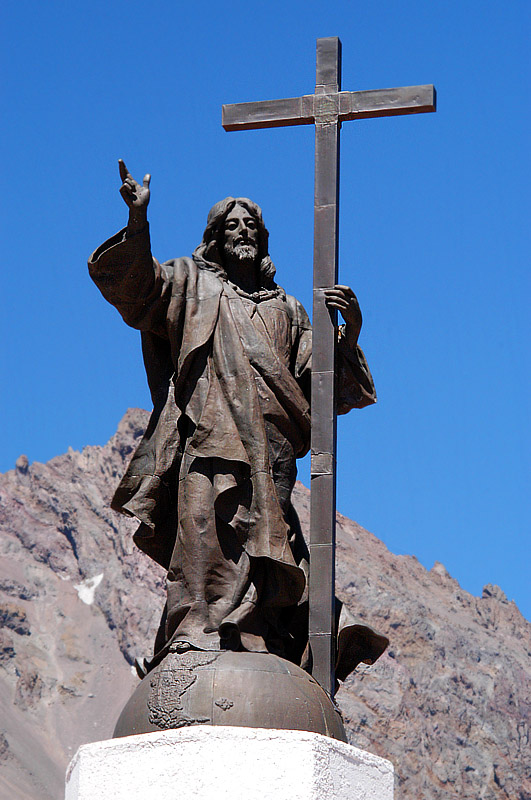
Obra en bronce sobre pedestal de piedra. 6 metros Cristo y 7 metros la Cruz.

Realizó la imagen del Cristo Redentor (inaugurada en 1904, aunque terminada en 1903) que se eleva por encima del paso de los Andes (a 3885 metros sobre el nivel del mar) en conmemoración del éxito obtenido en las negociaciones entabladas para evitar la guerra entre la Argentina y Chile. Fue erigida por iniciativa de monseñor Marcolino Benavente, obispo de Cuyo, y de la señora Ángela Oliveira Cézar de Costa, impulsora de esta idea. Ella interesó a Roca, llevándolo a ver la estatua en su emplazamiento original, en el patio del colegio Lacordaire de Buenos Aires, y decidiéndose allí su traslado a Mendoza. 
La obra fue llevada en partes en tren hasta la localidad de Las Cuevas, subida en lomo de burro hasta el sitio fronterizo de la Argentina y Chile, y el propio autor se encargó de supervisar la reconstrucción de la misma. Se levanta sobre un pedestal de granito de 6 metros, tiene 7 metros de altura, pesa unas 4 toneladas.

## Docencia
Aparte de su labor artística, Mateo Rufino Alonso trabajo como docente durante muchos años, llegando a jubilarse como profesor de la Escuela Técnica Otto Krause.

## Obras
- Busto del General Mitre
- Cristo Redentor
- Indio moribundo
- La poda
- El borracho
- Monumento al Himno Nacional
- Oración a Venus
- Centinela de la Patria